# Жазе, Жан Пьер Мари
Жан Пьер Мари Жазе (фр. Jean-Pierre-Marie Jazet; 31 июля 1788[…], Париж — 1871[…], Париж) — французский рисовальщик, литограф и гравёр.

## Биография
Родился в 1788 году. Его отец, Жан Мари Жазе, в годы Французской революции служил в Национальной гвардии Парижа и в 1793 году был смертельно ранен разорвавшейся пушкой, когда его сыну было всего пять лет. Мальчика воспитывала мать — сестра второй жены гравёра Филибера Луи Дебюкура (1755—1833), который в дальнейшем взял его к себе в ученики.
В результате, Жазе освоил и применял самые разные техники гравюры: в его арсенале были гравюра резцом, травлённым штрихом, пунктиром, акватинта и меццо-тинто. Он оставался рядом с Дебюкуром до самой кончины последнего, став к этому времени более востребованным гравёром, чем его учитель.
Долгое время он помогал Дебюкуру в создании его гравюр, и только в 1817 году начал выставляться под собственным именем. В годы Реставрации Бурбонов Жазе привлёк к себе всеобщее внимание гравюрами по картинам Жака-Луи-Давида и Антуана Жана Гро, прославлявших Наполеона и его армию.
Жазе также исполнил гравюры по картинам многих других художников, однако гравюры по собственным рисункам создавал лишь изредка. Он печатал свои гравюры в издательствах «Aumont & Cie» и «Charles Bance», а позднее в издательстве своего зятя Теодора Вибера «Goupil Vibert & Cie». Со временем он открыл в Париже своё издательство, для печати собственных гравюр. 
На протяжении нескольких десятилетий своей карьеры Жазе считался одним из лучших французских гравёров. Более поздние художественные критики начала XX века даже считали, что он поднял эту технику до такого уровня, что она в конечном итоге утратила свою «естественную выразительность». 
В 1846 году Жазе стал кавалером ордена Почётного легиона.
Последний раз выставил серию своих гравюр на Парижском салоне в 1865 году, после чего отошёл от дел, заметив, что его техника утрачивает совершенство.
Жазе был женат на Фелисите Моро. Двое их сыновей, Александр и Эжен, тоже стали гравёрами, а дочь Луиза вышла замуж за издателя Теодора Вибера. Их детьми (и внуками Жозе) стали художник Жан Жорж Вибер и Алиса Вибер — супруга живописца и гравёра, мастера батальных сцен Этьена Берн-Белькура.

## Галерея
- Арабы в своём лагере слушают рассказ о марабуте. С оригинала Ораса Верне[Комм. 2]
- Мастерская Ораса Верне (его же авторства)[Комм. 3]
- Итальянские разбойники, застигнутые врасплох папскими войсками[Комм. 4]
- Возвращение новобрачных из церкви. С оригинала Ипполита Лекомта
- Семья, попавшая под лавину на перевале Сен-Бернар. С оригинала Ипполита Лекомта
- Июльская революция. Баррикада в Париже на улице Роган. С оригинала Ипполита Лекомта[Комм. 5]
- Июльская революция. Баррикада в Париже у ворот Сен-Дени (1831). С оригинала Ипполита Лекомта[Комм. 6]
- Похороны участников Июльской революции. С оригинала Жозефа Бома. Рейксмюсеум.
- Кончина Наполеона. С оригинала Карла Штейбена[Комм. 7]
- Парижский салон 1824 года. С оригинала Франсуа Жозефа Гейма[Комм. 8]
- Жак-Луи Давид в своей мастерской. С оригинала Жозефа Дени Одеваре[Комм. 9]
- Осада Антверпена (1832). С оригинала Лорана Жозефа Пеллетье[Комм. 10]